# ديكوسبورغ
ديكوسبورغ (بالإنجليزية: Dycusburg, Kentucky)‏ هي مدينة تقع في مقاطعة كريتيندين، كنتاكي بولاية كنتاكي في وسط جنوب شرق الولايات المتحدة. تبلغ مساحة هذه المدينة 0.1 (كم²)، وترتفع عن سطح البحر 114 م، بلغ عدد سكانها 39 نسمة في عام 2000 حسب إحصاء مكتب تعداد الولايات المتحدة وتصل الكثافة السكانية فيها 343.5 نسمة/كم2.

## وصلات خارجية
- The US50 - Cities and Towns in Kentucky State